# NGC 2091
NGC 2091 (również ESO 57-SC21) – gromada otwarta, znajdująca się w gwiazdozbiorze Złotej Ryby. Należy do Wielkiego Obłoku Magellana. Odkrył ją John Herschel w 1835 roku.